# The International (Dota 2)
The International är en turnering som arrangeras varje år för spelet Dota 2 av speltillverkaren Valve. Första turneringen arrangerades år 2011 i Tyskland under den årliga återkommande datorspelsmässan Gamescom och Valve har arrangerat en turnering varje år sedan dess, med undantag för 2020 på grund av covid-19-pandemin. Turneringen består av 20 lag (tidigare 18 och 16 lag), där 12 lag bjuds in direkt av Valve baserat på resultat under säsongens Dota Pro Circuit och resterande 8 lag måste kvalificera sig i en regional turnering för varje region; Nordamerika, Sydamerika, Sydostasien, Kina, Östeuropa och Västeuropa.
Prispotten har samlats in via gräsrotsfinansiering genom ett så kallat battle pass sedan 2013, där 25 % av alla intäkter går direkt till att finansiera evenemanget. The International har den största prispotten för en turnering av alla e-sportevenemang, med The International 2021 som nådde över 40 miljoner dollar (då ca. 400 miljoner kronor). Den senaste mästaren är Tundra Esports som vann The International 2022, och OG är det enda laget som vunnit mästerskapet två gånger.

## Vinnare
| År   | Vinnare              | Lag                  | Prispott             | Datum                  | Plats                                            |
| ---- | -------------------- | -------------------- | -------------------- | ---------------------- | ------------------------------------------------ |
| 2011 | Natus Vincere        | 16                   | $1 600 000           | 17–21 augusti          | Koelnmesse, Köln                                 |
| 2012 | Invictus Gaming      | 16                   | $1 600 000           | 31 augusti–2 september | Benaroya Hall, Seattle                           |
| 2013 | Alliance             | 16                   | $2 874 380           | 7–11 augusti           | Benaroya Hall, Seattle                           |
| 2014 | Newbee               | 16                   | $10 923 977          | 18–21 juli             | KeyArena, Seattle                                |
| 2015 | Evil Geniuses        | 16                   | $18 429 613          | 3–6 augusti            | KeyArena, Seattle                                |
| 2016 | Wings Gaming         | 16                   | $20 770 460          | 3–13 augusti           | KeyArena, Seattle                                |
| 2017 | Team Liquid          | 18                   | $24 787 916          | 7–12 augusti           | KeyArena, Seattle                                |
| 2018 | OG                   | 18                   | $25 532 177          | 20–25 augusti          | Rogers Arena, Vancouver                          |
| 2019 | OG                   | 18                   | $34 330 068          | 20–25 augusti          | Mercedes-Benz Arena, Shanghai                    |
| 2020 | Uppskjuten till 2021 | Uppskjuten till 2021 | Uppskjuten till 2021 | 18–23 augusti          | Globen, Stockholm                                |
| 2021 | Team Spirit          | 18                   | $40 018 195          | 7–17 oktober           | Arena Naţională, Bukarest                        |
| 2022 | Tundra Esports       | 20                   | $18 896 532          | 8–30 oktober           | Suntec City, Singapore Indoor Stadium, Singapore |

The International 2021 (TI10) skulle arrangerats i Stockholm men Valve tvingades byta värdland då deltagare och personal till evenemanget inte kan få idrottsvisum för att resa in i Sverige under pandemin.

## Historia

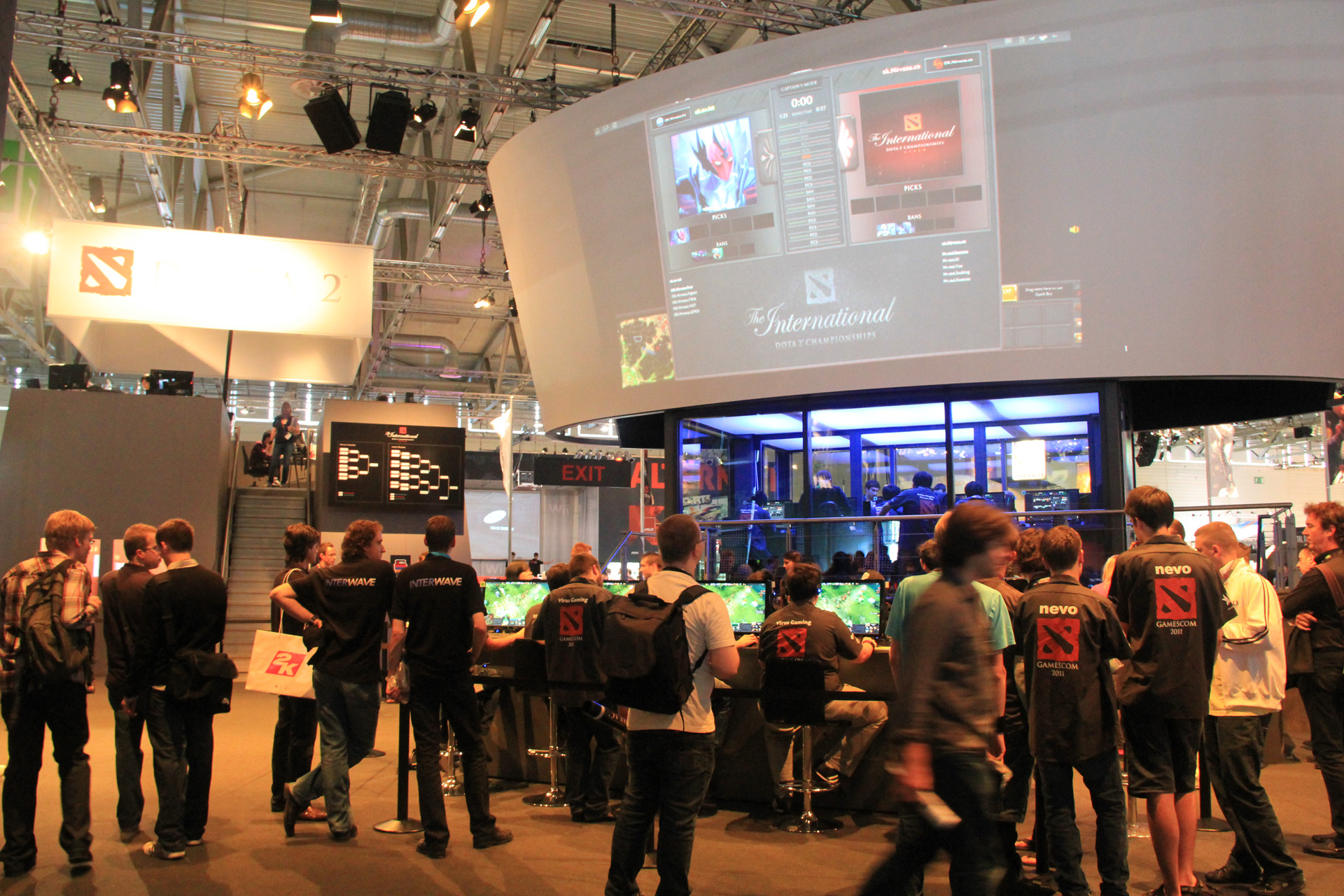
Första upplagan av The International som hölls under spelmässan Gamescom år 2011

Första upplagan av The International hölls under spelmässan Gamescom 17-21 augusti 2011. Det var under Gamescom som Valve introducerade Dota 2 för världen, 16 lag bjöds in av Valve för att delta i spelets första turneringen med en prispott på 1 miljon dollar, motsvarande 10 miljoner svenska kronor. Segrarna av turneringen var det ukrainska laget Natus Vincere.
The International har därefter blivit en årlig återkommande turnering när Valve meddelade att The International 2012 skulle ta plats i Benaroya Hall, Seattle mellan den 31 augusti och den 2 september 2012. Prispotten bestod av 1,6 miljoner dollar, då motsvarande runt ca. 16 miljoner svenska kronor. Segrarna av turneringen var det kinesiska laget Invictus Gaming som tog hem 1 miljon dollar. I slutet av 2012 släppte Valve en dokumentär med intervjuer av spelare från flera lag som deltog i turneringen.
Det svenska laget Alliance vann The International 2013 och 

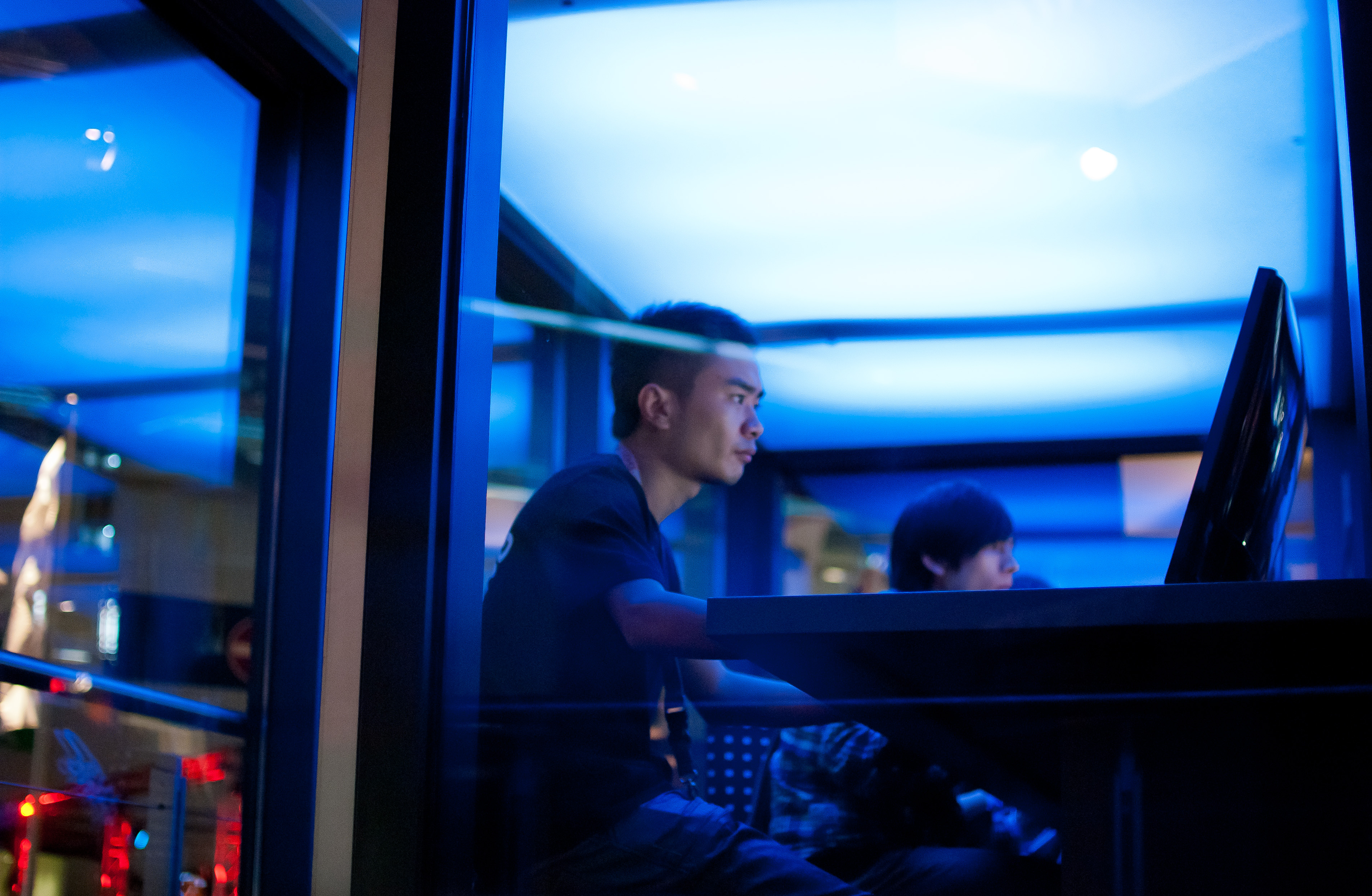
EHOME under The International 2011

The International 2020 var den första upplagan av turneringen som skjutits upp på grund av coronaviruspandemin 2019–2021. Valve meddelade att The International skulle ta plats i Globen i Stockholm, en specifik tidpunkt finns inte.

## Crowdfunding
Från The International 2013 samlades prispotten in via gräsrotsfinansiering, detta görs genom ett battle-pass som Valve introducerar i Dota 2 varje år i samband med The International. Vid varje köp av ett battle pass går 25 % av alla intäkter till prispotten. Prispotten vid varje års upprepning av turneringen har varit högre än föregående turnering. The International 2021 hade en prispott på över 40 miljoner dollar, motsvarande 400 miljoner svenska kronor och är den största prispotten någonsin inom e-sport. Vid The International 2022 var prispotten för första gången inte högre än föregående upplaga.

## Trofé

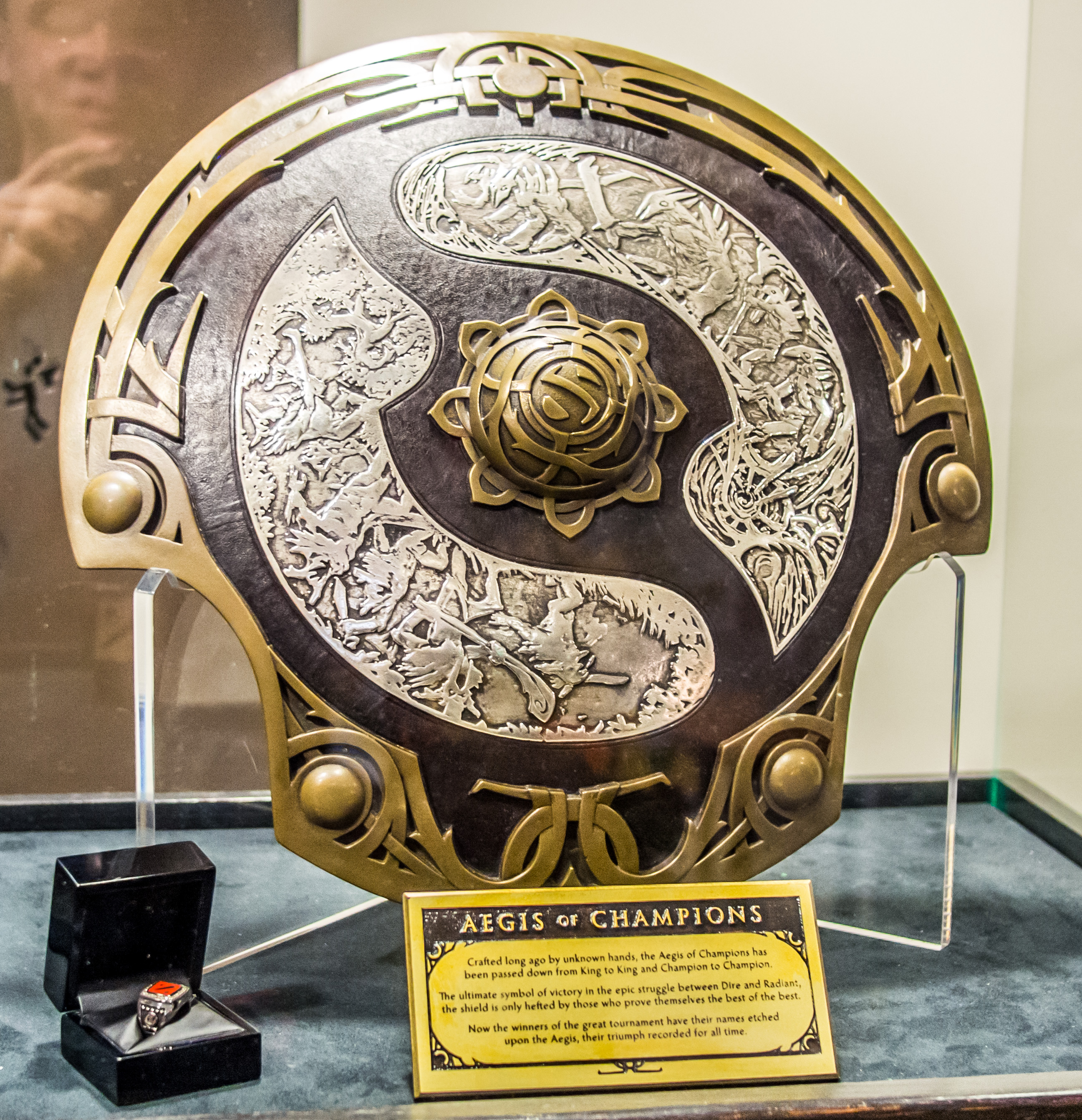
Vinnaren av en TI belönas med en Aegis of Champions

Vinnaren av The International tilldelas en trofé som kallas Aegis of Champions. På baksidan av trofén finns namnen på spelarna från vinnarlaget inristade.

## Sändningsformat
Turneringen livesänds genom att streamas via webbplatsen Twitch.tv. Under turneringens gång livesänds alla matcher på flera olika språk som exempelvis engelska, ryska, kinesiska. 

### Dokumentär
Valve släppte år 2014 en dokumentär där vi följer tre spelare under den första upplagan av The International. Varje år sedan 2017 i samband med The International har Valve släppt en dokumentär där vi följer spelarna i vinnarlaget av turneringen.